# Chiesa di San Biagio (Sala Bolognese)
La chiesa di San Biagio è la parrocchiale di Bonconvento, frazione di Sala Bolognese in città metropolitana di Bologna. Appartiene al vicariato di Persiceto – Castelfranco dell'arcidiocesi di Bologna e risale al XIV secolo.

## Storia

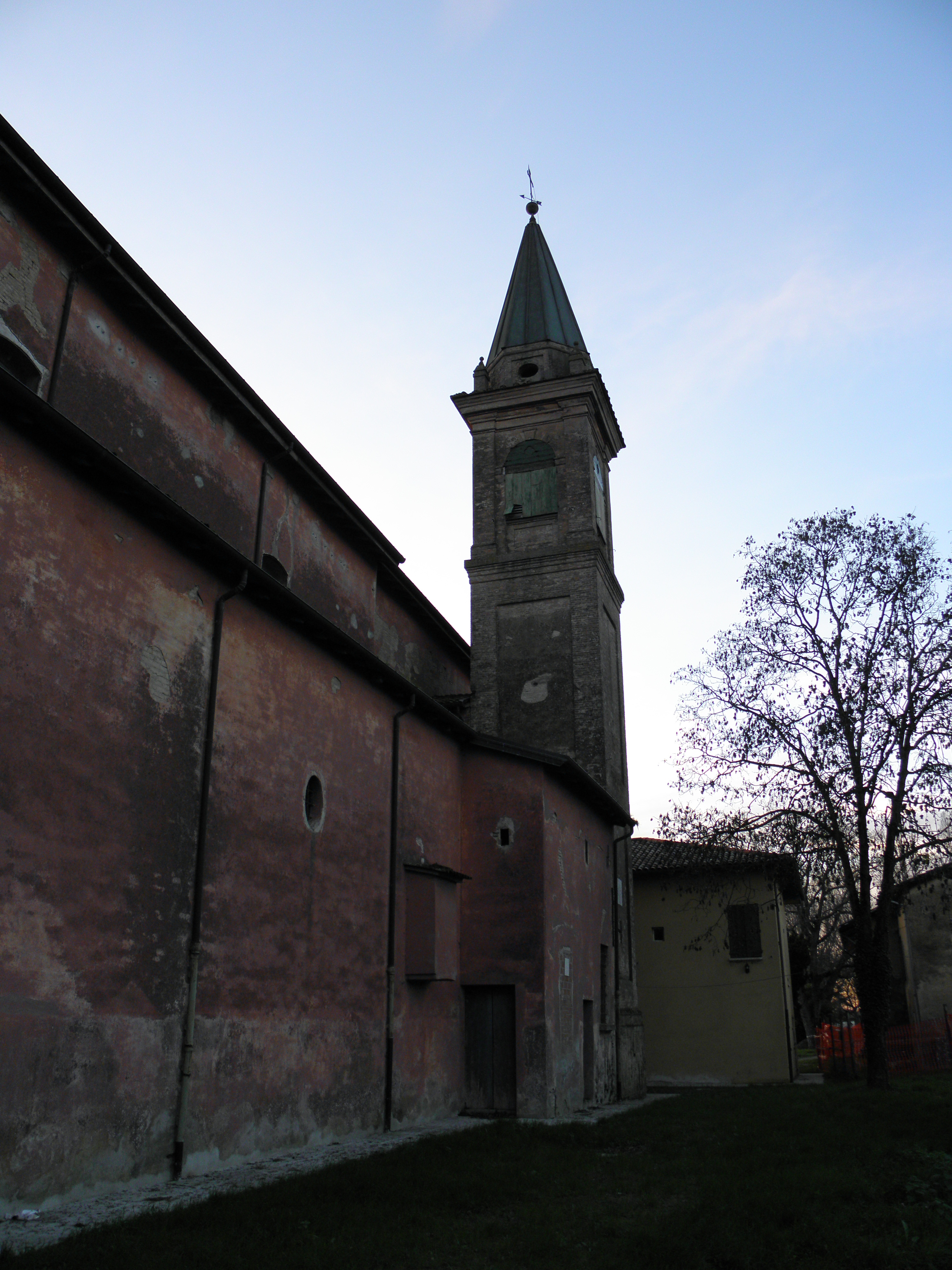
Torre camparia

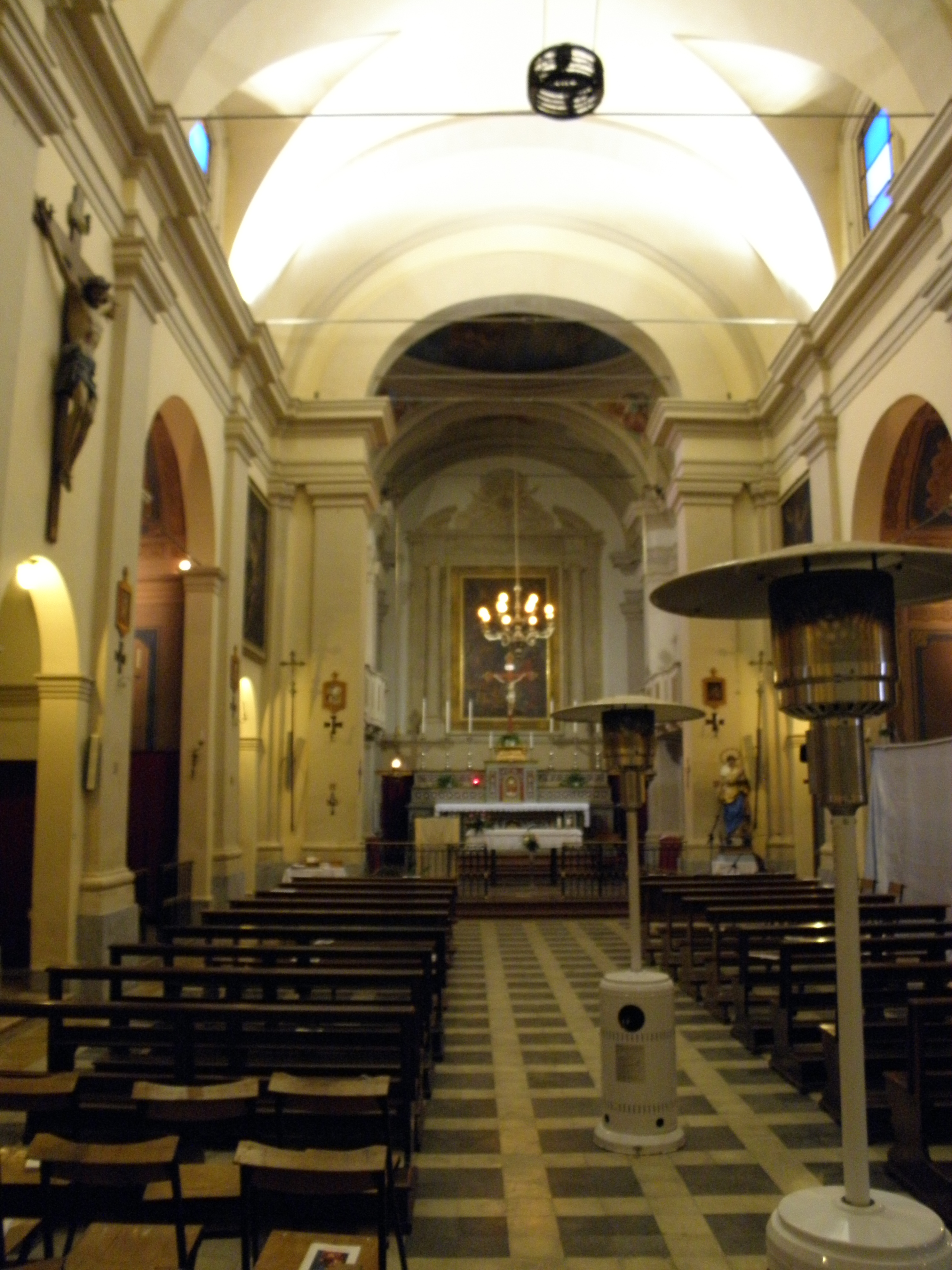
Interno della sala

L'originaria chiesa di San Biagio de Canitulo (San Biagio del Canneto) era presente almeno dal 1378 perché in quell'anno venne citata unita ad un altro luogo di culto sul territorio, dedicata a Santa Maria. Quando quest'ultima chiesa confluì nella parrocchia di San Martino de Panigali (legata alla parrocchia che avrebbe compreso la Chiesa di Santa Maria Assunta) la chiesa si rese autonoma ed in seguito fu elevata alla dignità di chiesa parrocchiale.
Tra il 1786 e il 1802 fu necessaria una sua quasi completa riedificazione a causa delle pessime condizioni nelle quali si trovava. In quella fase venne innalzata anche la nuova torre campanaria. Negli anni seguenti l'edificio venne completato con la sua completa copertura, l'arricchimento decorativo interno e la costruzione dell'organo.
Nei primi decenni del XX secolo fu costruita la nicchia posta esternamente, con dedicazione a Sant'Antonio da Padova. Un ciclo di restauri fu realizzato nel primo dopoguerra e un altro nel primo decennio del XXI secolo.

## Descrizione

### Esterno
Il prospetto principale è classicheggiante, a capanna con due spioventi e un frontone triangolare superiore e due ali a salienti laterali. Il portale è architravato ed è sormontato, nella parte mediana della facciata, da una grande finestra dal contorno superiore arrotondato. La torre campanaria si alza nella parte posteriore destra della struttura ed è coperta da un apice con forma di piramide a base poligonale acuta.

### Interno
La navata interna è unica con l'arricchimento alle pareti dato da paraste di ordine tuscanico e sulla parte alta dalla trabeazione superiore intonacata. La sala è ampliata da cappelle laterali leggermente rialzate e con altari sussidiari. La navata ha volta a botte. La cantoria della sala è doppia, con organi posti su entrambi i lati della navata.